# Негидальцы
Негида́льцы (от негидал. ңегидал — «береговой», «прибрежный», самоназвание: элькан бэйэнин — местные люди; амгун бэйэнин — люди реки Амгунь) — малочисленный тунгусо-маньчжурский народ в Приамурье.

## Расселение, численность, генетика
Проживают в нижнем Приамурье в бассейне нижнего течения реки Амгунь. Численность согласно переписи 2002 года — 567 человек, в том числе в Хабаровском крае — 505 чел. Наибольшее количество негидальцев (90 человек) проживало в селе Владимировке.
Численность негидальцев в России
Генетика
Митохондриальная гаплогруппа G1 достигает у негидальцев 27,3 %, гаплогруппа Y1 — 21,2 %, далее идут митохондриальные гаплогруппы B5b2 (12,1 %), D4o (9,1 %), C4b, C5, D4a, D4j (по 6,1 %), C4a, D4l (по 3,0 %).

## Язык
Говорят на негидальском языке, наиболее близком к эвенкийскому. Большинство также говорят на русском, который в настоящее время является основным языком общения. В России негидальским владеет 147 человек. Из 505 негидальцев Хабаровского края негидальским владеет лишь 35 чел. (9 %), русским — все 100 % (2002 г.).
Находились в длительных и тесных контактах с местным населением низовья Амура — нивхами, ульчами, нанайцами.

## Культура и история
Территориально разделяются на «низовских» и «верховских» негидальцев, имеющих локальные особенности в культуре, быту и языке. Основным занятием низовских негидальцев было рыболовство, второстепенным — охота. Жили оседло. Зимним жилищем служили бревенчатые дома с отапливаемыми нарами, летним четырёхстенные домики из коры. У верховских негидальцев основным занятием была охота, второстепенным рыболовство. Жилище переносной конический чум.
Транспортным животным у низовских была собака, у верховских — олень. В старину одежду и обувь шили из рыбьих кож и шкур животных, позднее из тканей маньчжурского, китайского и русского происхождения.
По религиозным представлениям негидальцы были анимистами, с развитым шаманизмом.
Русские впервые столкнулись с негидальцами в XVII веке. Тесные контакты начались с середины XIX века. В конце XIX века у негидальцев появились русского типа жилища, одежда, стало распространяться земледелие.
В советское время негидальцы вместе с русским населением были объединены в многоотраслевые колхозы.

## Семья
До 1917 года у негидальцев существовали многоженство, калым, левират. В советский период они были запрещены. Уже в 1920-е годы у низовских негидальцев широко распространились межнациональные браки (59,6 %, преимущественно с нивхами). Позднее почти все вновь заключаемые браки стали межнациональными: в 1980-е годы 94 % всех браков, в начале 2000-х годов уже 100 %.

## Занятия
Негидальцы занимались охотой на копытного зверя, птицу, лисицу, белку, соболя и других животных. Существовало рыболовство, особенно в период хода кеты и горбуши: в бассейне Амура в 1922 году рыбной ловлей занимались только 20,6 % негидальских хозяйств. Рыбу квасили на зиму, после прихода русских соление вытеснило квашение. Для низовских негидальцев большое значение имел морской зверобойный промысел (добыча маленькой нерпы и сивуча), который с коллективизацией был прекращен. В советский период также существовало оленеводство, но слаборазвитое: в колхозе «Новая жизнь» в 1951 году держали 53 оленя, в 1955 году — только 25 (в 1959 году оленье стадо было полностью ликвидировано). Подсобный характер имело собирательство — сбор дикого лука, черемши, дикого чеснока, корней папоротника, ягод и т. п. Сельское хозяйство у негидальцев было заимствовано от русских в конце XIX века, активно внедрялось в советский период, но после роспуска колхозов прекратило своё существование, оставшись в виде огородничества. До начала XX века кузнечное ремесло у негидальцев заключалось в изготовлении орудий труда из старых котлов и привозного железа, а также из меди и бронзы.
С 1997 года созданы национальные негидальско-эвенкийские общины, которые занялись охотничье-промысловой деятельностью, рыболовством, заготовкой дров и иными промыслами. Так негидальско-эвенкийская община «Охотник» занималась также изготовлением пиломатериалов и ремонтом тротуаров.